# Bután en los Juegos Olímpicos de Londres 2012
Bután estuvo representado en los Juegos Olímpicos de Londres 2012 por dos deportistas femeninas que compitieron en dos deportes.
La portadora de la bandera en la ceremonia de apertura fue la tiradora con arco Sherab Zam. El equipo olímpico butanés no obtuvo ninguna medalla en estos Juegos.